# Acacia auriculiformis
Acacia auriculiformis е вид растение от семейство Бобови (Fabaceae). Видът е незастрашен от изчезване.

## Разпространение
Разпространен е в Австралия, Индонезия и Папуа-Нова Гвинея.